# Johann Stobäus (musicus)

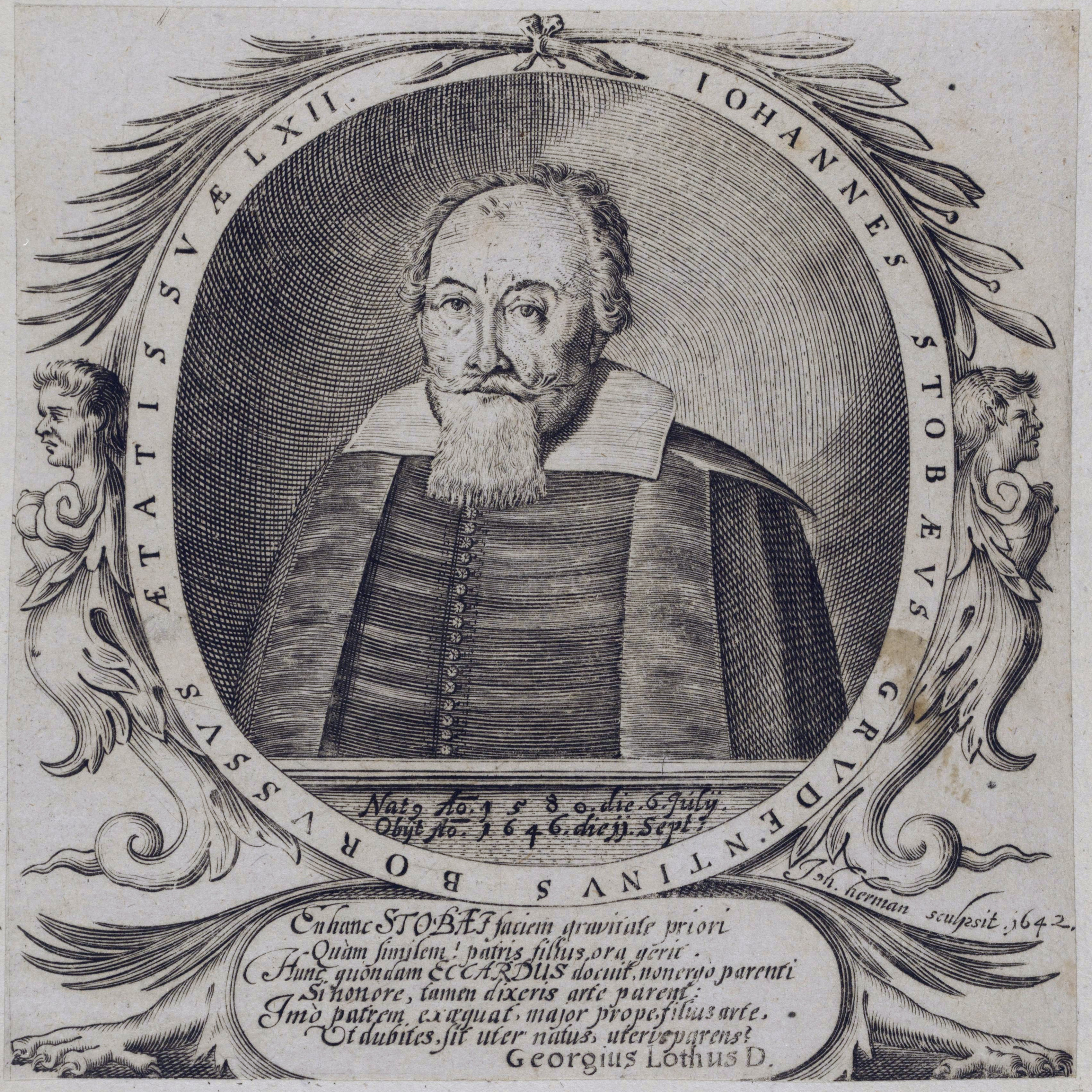
Johann Stobäus.

Johann Stobäus (Graudenz, 6 juli 1580 – Koningsbergen, 11 september 1646) of Johannes Stobaeus was een Duits zanger, dirigent en componist.
Hij werd geboren te Graudenz, en trok ca. 1595 naar Königsberg, waar hij ca. 1600 zijn opleiding genoot aan de universiteit (waar nog vele van zijn manuscripten bewaard bleven). Muziek studeerde hij (tussen 1599 en 1608) bij Johannes Eccard, die zelf een leerling was van Orlando di Lasso.
Hij werkte als cantor aan de Domkerk (vanaf 1602) en als docent aan de 'Latijnse' school te Köningsberg. De laatste 20 jaar van zijn leven was hij werkzaam als kapelmeester in dienst van de keurvorst van Brandenburg. Zelf had hij ook leerlingen; een van hen was Heinrich Albert, componist en organist aan de Dom van Koningsbergen.
Tussen 1636 en 1641 maakte Stobäus deel uit van het Gesellschaft der Sterblichkeit Beflissener, een gezelschap dichters en musici die zich bezighielden met het geestelijke lied. De tien à twaalf leden kwamen bijeen in de tuin van Heinrich Albert. Albert kweekte pompoenen, vandaar dat de vriendenkring zich ook wel Kürbishütte (‘pompoenenprieel’) noemde. De leden lazen er hun gedichten voor en musiceerden samen. Behalve Stobäus en Albert maakten ook de dichters Simon Dach en Robert Roberthin deel uit van het gezelschap.
Stobaeus publiceerde vijf- tot tienstemmige Cantiones Sacrae (1624) en talrijke gelegenheidswerken. Nog in 1644 verschenen zijn Preußische Festlieder. Hij droeg in ruime mate bij aan de kennis van het werk van zijn leermeester Eccard.
- Bibliothèque nationale de France: cb14984589v (data)
- Gemeinsame Normdatei: 118798936
- International Standard Name Identifier: 0000 0000 8170 4341
- Library of Congress Control Number: n78030985
- MusicBrainz: d202e576-b7d1-4349-896f-ee5a72a1946d
- Nationale Bibliotheek van Israël: 987007364026705171
- Nationale Bibliotheek van Polen: a0000001712451
- Nederlandse Thesaurus van Auteursnamen: 071926976
- SNAC: w66t3pnw
- Système universitaire de documentation: 161505414
- Virtual International Authority File: 101084064
- WorldCat: E39PBJtH6wbPPT4B43KqCkvmBP